# Ludovic Halévy et Albert Boulanger-Cavé dans les coulisses de l'Opéra
Ludovic Halévy et Albert Boulanger-Cavé dans les coulisses de l'Opéra est un dessin au pastel et à la détrempe, réalisé sur papier en 1879 par le peintre français Edgar Degas.
Il est conservé au Musée d'Orsay à Paris,.

## Historique
Le dessin mesure 79 cm de haut sur 55 cm de large ; il est signé « Degas » en bas à gauche. Il représente, « comme surgissant d'un portant de décor » dans les coulisses de l'Opéra de Paris, deux de ses amis, le librettiste Ludovic Halévy en compagnie de son ami Albert Boulanger-Cavé (1832-1910), surveillant du théâtre au Ministère de l'Intérieur sous le Second Empire. 
Edgar Degas l'offre à l'un des modèles, Ludovic Halévy, vers 1885 ; l'œuvre reste dans la famille jusqu'en 1958. À cette date, elle est offerte par madame Halévy, veuve d'Élie Halévy, à l'État qui l'attribue au musée du Louvre. En 1964, le dessin est affecté au musée d'Orsay.